# Arpaia
Arpaia község (comune) Olaszország Campania régiójában, Benevento megyében.

## Fekvése
A megye délnyugati részén fekszik, 35 km-re északkeletre Nápolytól, 25 km-re délnyugatra a megyeszékhelytől. Határai: Airola, Forchia, Paolisi, Moiano, Bucciano, Rotondi, Arienzo, Roccarainola és Cervinara.

## Története
Első említése a 12. századból származik Appadium néven, ami valószínűleg arra utal, hogy az egykori római Via Appia mentén fekszik. A települést a középkor során többször is kifosztották az Anjou- és aragóniai csapatok. 1456-ban egy földrengés súlyosan megrongálta a település épületeit. A következő századokban nemesi birtok volt. A 19. században nyerte el önállóságát, amikor a Nápolyi Királyságban felszámolták a feudalizmust.

## Népessége
A népesség számának alakulása:

## Főbb látnivalói
- a település erődítményének (Castello) romjai
- a Sant Agostino-templom és -kolostor
- a San Antonio Abate-templom
- a Madonna delle Grazie-templom